# Aeroporti di Roma
Aeroporti di Roma SpA (abreviat ADR) és una companyia italiana amb seu a Fiumicino, a la província de Roma. S'encarrega de gestionar els aeroports de Roma-Fiumicino i Roma-Ciampino des de l'any 1997 (any de la seva privatització). El seu actual executiu en cap (CEO) és Fabrizio Palenzona.

## Història
Aeroporti di Roma - ADR S.p.A. va néixer el 1974 com a Aeroporti di Roma - Società per la Gestione del Sistema Aeroportuale della Capitale S.p.A d'acord amb la Llei 755/1973 que designava una empresa controlada per IRI com a concessionària exclusiva per a la gestió del sistema aeroportuari romà, que consisteix en l'aeroport "Leonardo da Vinci” de Fiumicino i "Giovan Battista Pastine" de Roma Ciampino. L'objectiu també era construir noves obres d'infraestructura a l'aeroport de Fiumicino: formava part del grup IRI-Italstat.
Ciampino va ser inaugurat el 1916 com a base militar per a dirigibles. De Ciampino, el 1926 va partir el dirigible Norge, dissenyat per Umberto Nobile, per al famós vol del pol Nord dirigit per Roald Amundsen.
Ciampino va continuar sent el principal aeroport de Roma fins al 1961, any d'inauguració de l'aeroport de Fiumicino, titulat a Leonardo da Vinci.
El 12 de febrer de 1974, amb la creació d'Aeroporti di Roma, totes les activitats es van reunir sota un únic operador, que es va convertir en el concessionari exclusiu per a la gestió i el desenvolupament del sistema aeroportuari de la capital. Al 1983, Aeroporti di Roma es ven per anunci d'Italstat a Alitalia, també pertanyent al grup IRI.
El 1994 el nou accionista esdevé Aeroporti di Roma Holding, empresa controlada per Cofiri&Partners al 51% (50% IRI-Cofiri, 50% Lehman Brothers), Fintecna amb el 47,71%, Camera di Commercio di Roma la part restant.
Al juliol de 1997 arriba la privatització d'Aeroporti di Roma S.p.A, situant-se el 45% del capital social al mercat a través d'una oferta pública i privada, dirigida a inversors institucionals italians i estrangers. La privatització va acabar el 2000, amb la disposició d'inversions de l'Estat: el Consorzio Leonardo, consistent en Gemina (42%), Falck (31%), Italpetroli (16%) i Impregilo (11%) es va adjudicar el 51,2% restant d'AdR per 2.569,4 milers de milions de lires.
El 1999, seguint el document de D.P.C.M. del 25 de febrer de "Modalità inerenti l'alienazione della partecipazione indiretta dello Stato nella Società Aeroporti di Roma S.p.A." (en català Procediments per a la venda de la participació indirecta de l'Estat a la Società Aeroporti di Roma S.p.A.), d'acord amb l'art. 1, paràgraf 2, de la Llei de 14 de novembre de 11.1995, núm. 481, els procediments per a la venda de la participació que posseeix l'Estatut de l'IRI d'Aeroporti di Roma; AdR per tant, va donar a llum Aeroporti di Roma Handling S.p.A. juntament amb Menzies Aviation, per a l'exercici d'activitats de rampa, assistència per a passatgers, equilibri entre aeronaus i coordinació operativa amb una facturació de 85,57 milions d'euros (2005).
El 2005, aquesta empresa va ser venuda al grup espanyol Flightcare S.L. per 72,5 milions d'euros. ADR Handling S.p.A. per tant, es va canviar de nom a Flightcare Italia S.p.A. El 2012, els accionistes espanyols van renunciar a Flightcare Italia a l'empresari italià Roberto Sartori, que ja participava en el negoci de la gestió aeroportuària amb l'empresa Globeground. Sartori va integrar les activitats d'assistència a l'aeroport de Globeground i Flightcare Italia, i, per tant, aquest últim es va canviar de nom a Groundcare S.p.A.. Al maig de 2013, Groundcare va obtenir del Tribunal de Civitavecchia la protecció contra les accions de compliment dels creditors mitjançant un acord de composició amb la continuïtat de l'activitat empresarial, un règim concursal que permetia posposar la declaració de fallida per un període limitat, sempre que la companyia proposés als seus creditors un pla de pagament dels seus deutes, obtenint l'aprovació dels propis creditors. Al maig de 2014, el Tribunal de Civitavecchia va declarar la fallida de Groundcare S.p.A. i va autoritzar el comissari, Vincenzo Di Fani, a dur a terme l'activitat provisionalment, fins que la companyia va ser venuda a un o més compradors. El desembre de 2014, després d'acords entre els sindicats CGIL, CISL, UIL i UGL, i entre Aviation Services (la companyia que va presentar la millor oferta per fer-se càrrec de les activitats de Groundcare), el fideïcomissari de fallida va procedir amb l'acomiadament col·lectiu i la mobilització de 450 empleats (sobre un total de 850) de Groundcare, mentre que els 400 empleats restants es van mantenir en servei a l'espera de ser contractats per Aviation Services.
Els èxits més recents són:
- el moll de l'aeroport nacional
- el moll d'Europa i la terminal B (per a vols de zona Schengen, avui anomenat T3)
- el satèl·lit per a vols intercontinentals, connectats a la terminal mitjançant un sistema People Mover
- la Terminal A (denominada T1), destinada a vols nacionals
- la Terminal AA (denominada T2), destinada sobretot a vols Low Cost
- la Cargo city
- la Terminal 5

## Accionistes
- Atlantia S.p.A. 95,913%
- Regione Lazio 1,329%
- Roma Capitale 1,329%
- Camera di commercio di Roma 0,802%
- Província de Roma 0,251%
- Comune di Fiumicino 0,1%
- altres 0,276%